# Sierra Morena
La Sierra Morena è un sistema montuoso situato in Spagna, che si estende nella parte meridionale del paese in direzione est-ovest dal confine portoghese fino alla Sierra de Alcaraz, delimitando a nord la valle del fiume Guadalquivir. Attraversa Castilla-La Mancha, l'Andalusia e l'Estremadura.

## Letteratura
Candido e la sua innamorata Cunegonda raggiungono le montagne della Sierra Morena durante la loro fuga per raggiungere Cadice.
Vi sono ambientati i capitoli XXIII, XXIV, XXV e XXVI del Don Chisciotte della Mancia.